# Джуламанов, Нурлан Айтматович
Нурлан Айтматович Джуламанов (25 июля 1956, п. Берды, Оренбургская область, РСФСР) — экс-представитель высшего командования Комитета национальной безопасности Республики Казахстан, генерал-лейтенант, Заместитель Председателя Комитета национальной безопасности Республики Казахстан — Директор Пограничной Службы (2013—2014). 27 октября 2014 года арестован, 6 марта 2015 года осуждён на 11 лет за получение взяток в особо крупных размерах.

## Биография
Родился 25 июля 1956 года в посёлке Бёрды (ныне микрорайон в составе города Оренбург).
В 1978 году закончил Оренбургское зенитное ракетное командное училище.
Офицерскую службу проходил на должностях начальника расчёта пусковой установки отдельного зенитного ракетного дивизиона зенитной ракетной бригады Среднеазиатского военного округа, заместителя командира зенитной ракетной батареи — начальник расчёта боевой машины зенитного ракетного полка мотострелковой дивизии Среднеазиатского военного округа, командира зенитной ракетной батареи зенитного ракетного полка.
В 1989 году окончил Военную академию ПВО СВ.
По окончании академии проходил службу на должности командира отдельного зенитного ракетного дивизиона, начальника штаба — первого заместителя командира отдельного зенитного ракетного полка Западной группы войск, командира зенитной ракетной бригады войск противовоздушной обороны Республики Казахстан.
С мая 1995 по июль 1998 года — начальник управления войск ПВО Сухопутных войск. В 1998 году получил звание генерал-майор.
С июля 1998 по ноябрь 1998 года — начальник войск ПВО — начальник управления войск ПВО управления Командующего Сил общего назначения ВС РК.
С ноября 1998 по июнь 1999 года — начальник Высшего пограничного командного училища Вооруженных Сил Республики Казахстан.
С августа 1999 по январь 2000 года — заместитель начальника Генерального штаба — начальник управления боевой подготовки Генерального штаба Вооруженных Сил Республики Казахстан.
С января по август 2000 года — заместитель начальника Генерального штаба ВС РК.
В 2001 году окончил Военную академию Генерального штаба ВС РФ с отличием и золотой медалью.
С января 2002 по сентябрь 2003 года — Командующий войсками Восточного военного округа.
С сентября 2003 по декабрь 2004 года — Главнокомандующий Сухопутными войсками Вооруженных Сил Республики Казахстан.
С июля 2006 по июль 2009 года — заместитель председателя Комитета начальников штабов Министерства обороны Республики Казахстан.
17 июля 2009 года Распоряжением Президента Республики Казахстан назначен заместителем Министра обороны Республики Казахстан.
5 ноября 2010 года освобождён от занимаемой должности в связи с переходом на другую работу.
С 2010 года — первый заместитель председателя Комитета начальников штабов Министерства обороны Республики Казахстан.
7 мая 2012 года присвоено звание генерал-лейтенант в честь 20-летия Вооруженных Сил Республики Казахстан
15 января 2013 года распоряжением Президента РК назначен заместителем председателя Комитета национальной безопасности — директором Пограничной службы
27 октября 2014 года пресс-служба КНБ сообщила о задержании Джуламанова по подозрению в злоупотреблении должностными полномочиями.
6 марта 2015 года Джумаланову было назначено наказание в виде 11 лет лишения свободы с конфискацией имущества с пожизненным лишением права занимать ответственные и руководящие должности на государственной службе с отбыванием наказания в исправительной колонии строгого режима. Также суд постановил внести представление президенту страны о лишении Джуламанова воинского звания генерал-лейтенант и государственных наград. Сам Джуламанов вину не признал, ранее он называл дело политическим заказом.
Отбывает наказание в колонии в посёлке Долинка Карагандинской области. В марте 2017 года в связи с достижением Джуламановым 60-летнего возраста было подано ходатайство об амнистии, которое было отклонено.

## Награды
- Орден «Данқ» 2 степени
- Юбилейная медаль «10 лет независимости Казахстана»
- Юбилейная медаль «10 лет Вооружённых сил Республики Казахстан»
- Юбилейная медаль «10 лет Конституции Казахстана»
- Юбилейная медаль «10 лет Парламенту Казахстана»
- Медаль «За безупречную службу» 2 и 3 степени (Казахстан)